# Říční (Praha)
Říční ulice na Malé Straně v Praze spojuje Malostranské nábřeží a ulici Újezd. Nazvána je podle blízké řeky Vltava. Nejstarší stavbou ulice je románský a pozdně gotický Kostel svatého Jana Křtitele Na prádle založený v roce 1142 a chráněný jako kulturní památka. V čísle 11 už od roku 1935 nepřetržitě působí tradiční litografická dílna, nejstarší v Česku.

## Historie a názvy
Ve středověku vedla ulicí stará výpadová cesta směrem k jihu. Od poloviny 18. století se jmenovala Horní přívozní, současný název Říční má od roku 1870.

## Budovy, firmy a instituce
- restaurace Samarkand – Říční 1[3]
- restaurace Kampárium – Říční 9[4]
- Kostel svatého Jana Křtitele Na prádle – Říční, Všehrdova 7[5]
- litografická dilna – Říční 11[6]